# Madeiro
Madeiro är en kommun i Brasilien.   Den ligger i delstaten Piauí, i den nordöstra delen av landet, 1 500 km norr om huvudstaden Brasília. Antalet invånare är 7 816.
Omgivningarna runt Madeiro är huvudsakligen savann. Runt Madeiro är det ganska glesbefolkat, med 26 invånare per kvadratkilometer.